# 11623 Кагекату
11623 Кагекату (11623 Kagekatu) — астероїд головного поясу, відкритий 8 жовтня 1996 року.
Тіссеранів параметр щодо Юпітера — 3,633.